# Règle Volcker
La règle Volcker ((en) Volcker Rule) désigne une loi modificative concernant le système bancaire, proposée par Paul Volcker, ex-secrétaire général de la Réserve fédérale, qui a été présentée par l'amendement Merkley-Levin du Dodd-Frank Wall Street Reform and Consumer Protection Act de juillet 2010 (section 619). 
La modification du Securities Act de 1933 qui introduit la section 27B et le Bank Holding Company Act de 1956 (en) qui introduit la section 13 sont souvent considérés comme faisant partie de cette règle Volcker.
La règle Volcker vise à limiter les investissements spéculatifs des banques, considérés comme ayant joué un rôle central dans l'éclatement de la crise financière, et à empêcher les conflits d'intérêts pouvant toucher les banques d'investissement, conseillant à la fois leurs clients et investissant parfois sur leurs fonds propres contre l'intérêt de leurs clients (proprietary trading (en)).

## Le scandale Goldman Sachs
Le scandale des CDO « Abacus » de la banque Goldman Sachs, qui avait parié à la baisse les subprimes tout en encourageant ses clients à investir dedans, jouant de fait un double jeu, a fortement influencé le législateur lors de l'adoption de la règle Volcker. De fait, le jour même de la signature de la loi, Goldman Sachs acceptait de payer 550 millions de dollars d'amende à la Securities and Exchange Commission (SEC) en échange de l'abandon des poursuites.

## Dispositions
La section 619 du Dodd-Frank Wall Street Reform and Consumer Protection Act pose un principe général, selon lequel « une entité bancaire ne devra pas (A) s'impliquer dans une activité de spéculation pour compte propre et (B) acquérir ou conserver tout lien en capital, partenariat ou autre intérêt propriétaire ni sponsoriser un hedge fund ou un fonds de capital-investissement ».
Suivant les exceptions à ce principe, notamment celles concernant les titres gouvernementaux (par exemple ceux des caisses de refinancement du crédit hypothécaire amériain Fannie Mae ou Freddy Mac), une banque peut vendre des titres de ces fonds à des fonds de pension ou lorsqu'elle agit comme strict mandataire d'autrui. Ce texte est donc composé de deux parties, l'interdiction du proprietary trading (en), entendu comme spéculation à court terme effectuée sur les fonds propres de la banque ; et l'interdiction d'entrer dans le capital d'un fonds de pension ou de capital-investissement. Ce principe général s'applique aux activités globales d'une firme bancaire américaine. Enfin, les exceptions elles-mêmes ne sont plus valables en cas de « conflit d'intérêts matériel entre la banque et ses clients », ce qui ouvre aux agences de régulation la possibilité, par exemple, de réglementer davantage les procédures de gestion et représentation bancaire pour compte de tiers.
Ce volet fixe une limite à 3 % de leur capital « Tier One » auquel les « entités bancaires »  (incluant en l'espèce les assurances et firmes contrôlant des assurances) peuvent investir dans des fonds d'investissements en capital ou d'instruments dérivés. Le Dodd-Frank Act a fixé juillet 2014 comme date butoir pour l’adoption de cette règle par les établissements concernés. Plusieurs banques américaines ont devancé ce délai en se séparant de certains de leurs fonds spécialisés en private equity ou de type hedge fund. Goldman Sachs est en train de se séparer de la plupart de ses investissements en capital risque,, alors que Bank of America l’a déjà effectué il y a quelques mois.

## Passage au Congrès américain
La loi Volcker était initialement une idée proposée par l’ancien directeur de la Réserve fédérale des États-Unis de 1979 à 1987, Paul Volcker, connu pour sa gestion efficace de lutte contre l’inflation sous Carter et Reagan. Il jugea sévèrement les banques impliquées dans la crise financière de 2007-2008 et plaida publiquement pour que leur taille soit limitée et que les banques de dépôt ne puissent placer l’argent de leurs clients dans des opérations spéculatives, comme dans des fonds de capital-risque ou dans des hedge funds.
Barack Obama a apporté son soutien à cette loi en janvier 2010, de concert avec cinq ex-secrétaires du Trésor américain. Une version de cette loi fut introduite par la Chambre des Représentants en fin février 2010, et fut amendée par le Sénat. Au cours de ce processus, la référence à une taille maximum des établissements bancaires fut supprimée pour ne garder que la seconde partie de la proposition de Paul Volcker.
Dans la conférence de conciliation réunissant députés  et sénateurs des deux chambres législatives, l’amendement Merkley-Levin a rendu la loi Volcker moins contraignante, en autorisant jusqu’à un certain seuil des activités spéculatives par les banques de dépôt. Ces banques peuvent investir à hauteur de 3 % du capital de type Tier One (partie stable des capitaux propres bancaires) dans des activités spéculatives, ce qui inclut les placements dans les fonds de capital-risque et d'investissement alternatif. Un paragraphe supplémentaire fut ajouté pour éviter plus fermement les conflits d’intérêt, à la suite de l’émotion provoquée par les témoignages de salariés de Goldman Sachs qui avaient mis au point des instruments financiers vendus à leurs clients alors qu'ils savaient que ces valeurs allaient baisser.
Cette règle  Volcker est le fruit d'un compromis entre ceux qui voulaient revenir à la séparation entre banque de dépôt et banque d'investissement exigée par le Glass-Steagall Act de 1933, disposition qui avait été abrogée par le Gramm-Leach-Bliley Act Financial Services Modernization Act de 1999, et ceux qui affirmaient que cela allait nuire à la compétitivité du secteur bancaire américain vis-à-vis de leurs homologues européens, autorisés à cumuler ces activités.